# Isländische Badmintonmeisterschaft 1952
Die Isländische Badmintonmeisterschaft 1952 fand in Reykjavík statt. Es war die vierte Auflage der nationalen Titelkämpfe von Island im Badminton.

## Titelträger
| Disziplin    | Sieger                      |
| ------------ | --------------------------- |
| Herreneinzel | Wagner Walbom               |
| Dameneinzel  | Ebba Lárusdóttir            |
| Herrendoppel | Einar Jónsson Wagner Walbom |
| Damendoppel  | Grethe Zimsen Ragna Hansen  |
| Mixed        | Wagner Walbom Unnur Briem   |